# لوک دی یونگ
لوک دی یونگ (هلندی: Luuk de Jong؛ زاده ۲۷ اوت ۱۹۹۰) بازیکن فوتبال اهل هلند است که برای تیم فوتبال پی اس وی آیندهوون در لیگ برتر فوتبال هلند بازی می‌کند 

## تیم ملی
وی سابقه ۳۸ بازی ملی و ۸ گل ملی برای تیم ملی هلند در کارنامه دارد، همچنین پست تخصصی او، مهاجم است.

## افتخارات
سویا
- لیگ اروپا: ۲۰–۲۰۱۹[۲]